# Râul Moldova între Păltinoasa și Ruși
Râul Moldova între Păltinoasa și Ruși este o arie protejată (arie specială de conservare — SAC, sit de importanță comunitară — SCI) din România, desemnată în scopul protejării biodiversității și menținerii într-o stare de conservare favorabilă a florei spontane și faunei sălbatice, precum și a habitatelor naturale de interes comunitar aflate în arealul zonei de protecție. Aceasta se întinde pe o suprafață de  5.329,7 ha, integral pe uscat.

## Localizare
Centrul sitului Râul Moldova între Păltinoasa și Ruși este situat la coordonatele 47°25′09″N 26°10′52″E / 47.419278°N 26.181094°E. Situl se întinde pe teritoriul administrativ al comunei Drăgănești din județul Neamț și pe cele ale comunelor Baia, Berchișești, Bogdănești, Boroaia, Capu Câmpului, Cornu Luncii, Fântâna Mare, Forăști, Mălini, Păltinoasa, Vadu Moldovei și Valea Moldovei din județul Suceava.

## Înființare
Situl Râul Moldova între Păltinoasa și Ruși a fost declarat sit de importanță comunitară (ROSCI0365) în septembrie 2011 pentru a proteja 11 specii de animale. Situl a fost protejat și ca arie specială de conservare (ROSAC0365) în mai 2022.

## Biodiversitate
Situată în ecoregiunile alpină și continentală, aria protejată conține 2 habitate naturale: Păduri aluvionare cu Alnus glutinosa și Fraxinus excelsior (Alno-Padion, Alnion incanae, Salicion albae), Păduri de stejar și de carpen dacice.
La baza desemnării sitului se află mai multe specii protejate:
- amfibieni (4): buhai de baltă cu burta roșie (Bombina bombina), izvoraș-cu-burta-galbenă (Bombina variegata), triton cu creastă (Triturus cristatus), Triturus montandoni
- mamifere (1): vidră de râu (Lutra lutra)
- pești (6): moioagă (Barbus petenyi), zvârlugă (Cobitis taenia Complex), țipar (Misgurnus fossilis), porcușor de nisip (Romanogobio kesslerii), porcușor de vad (Romanogobio uranoscopus), câră (Sabanejewia balcanica)